# Curt Hawkins
Brian Joseph Myers (* 20. April 1985 in Glen Cove, Long Island, New York), besser bekannt unter seinem ehemaligen Ringnamen Curt Hawkins, ist ein US-amerikanischer Wrestler. Einer seiner bisher größten Erfolge war der zweifache Erhalt der WWE Raw Tag Team Championship. Er steht aktuell bei Impact Wrestling und der National Wrestling Alliance unter Vertrag und tritt dort unter seinem bürgerlichen Namen auf.

## Karriere

### New York Wrestling Connection
Myers wurde von Mikey Whipwreck trainiert und debütierte 2004 unter seinem echten Namen bei New York Wrestling Connection (NYWC). Bei NYWC bildete er mit Zack Ryder ein Tag Team. Zusammen gewannen sie zwei Mal die NYWC Tag Team Championship.

### WWE

#### Deep South Wrestling und Ohio Valley Wrestling (2006–2007)
Im April 2006 unterschrieb Myers einen Entwicklungsvertrag mit World Wrestling Entertainment und wurde zuerst bei Deep South Wrestling (kurz DSW) eingesetzt, wo er am 8. Juni 2006 als Brian Majors debütierte und zusammen mit Zack Ryder (dort als Brett Majors) ein Tag-Team als The Major Brothers bildete. Gemeinsam gewannen sie zwei Mal die DSW Tag Team Championship. Nachdem die WWE sich von DSW trennte, wurde Myers bei Ohio Valley Wrestling (OVW) eingesetzt. Dort gewannen Myers und Ryder die OVW Southern Tag Team Championship.

#### SmackDown (2007–2009)
Bei der WWE wechselten die beiden zu Extreme Championship Wrestling und wurden in Major Brothers umgetauft. Nach ihrem ersten Sieg beim Debüt durften sie weder als Einzelwrestler, noch als Tag-Team ein einziges Match gewinnen. Am 17. Juni 2007 traten sie zum ersten Mal bei SmackDown auf. Bei Armageddon am 16. Dezember 2007 wurden sie zu Heels und ab diesem Zeitpunkt als Curt Hawkins und Zack Ryder eingesetzt. Dabei wurden sie Edge an die Seite gestellt und bildeten mit ihm, Chavo Guerrero, Vickie Guerrero und Bam Neely La Familia. Dabei fehdete Myers unter anderem gegen The Undertaker. Am 20. Juli 2008 durften sie die WWE Tag Team Championship gegen John Morrison und The Miz gewinnen. Damit wurden sie die bisher jüngsten WWE Tag Team Champions. Am 26. September verloren sie die Titel an Carlito und Primo. Im April 2009 wurde Ryder zurück zur ECW geschickt und das Tag Team mit Myers somit aufgelöst.

#### Florida Championship Wrestling (2009–2010)
Seit August 2008 wurde Myers bei Florida Championship Wrestling (FCW) eingesetzt. Bei FCW schloss er sich dem Stable Dude Busters (bestehend aus Caylen Croft und Trent Barreta) an. Im November 2009 gewann Myers mit Croft die FCW Florida Tag Team Championship. Den Titel gaben sie an Brett DiBiase und Joe Hennig ab.

#### SmackDown/RAW (2010–2014)

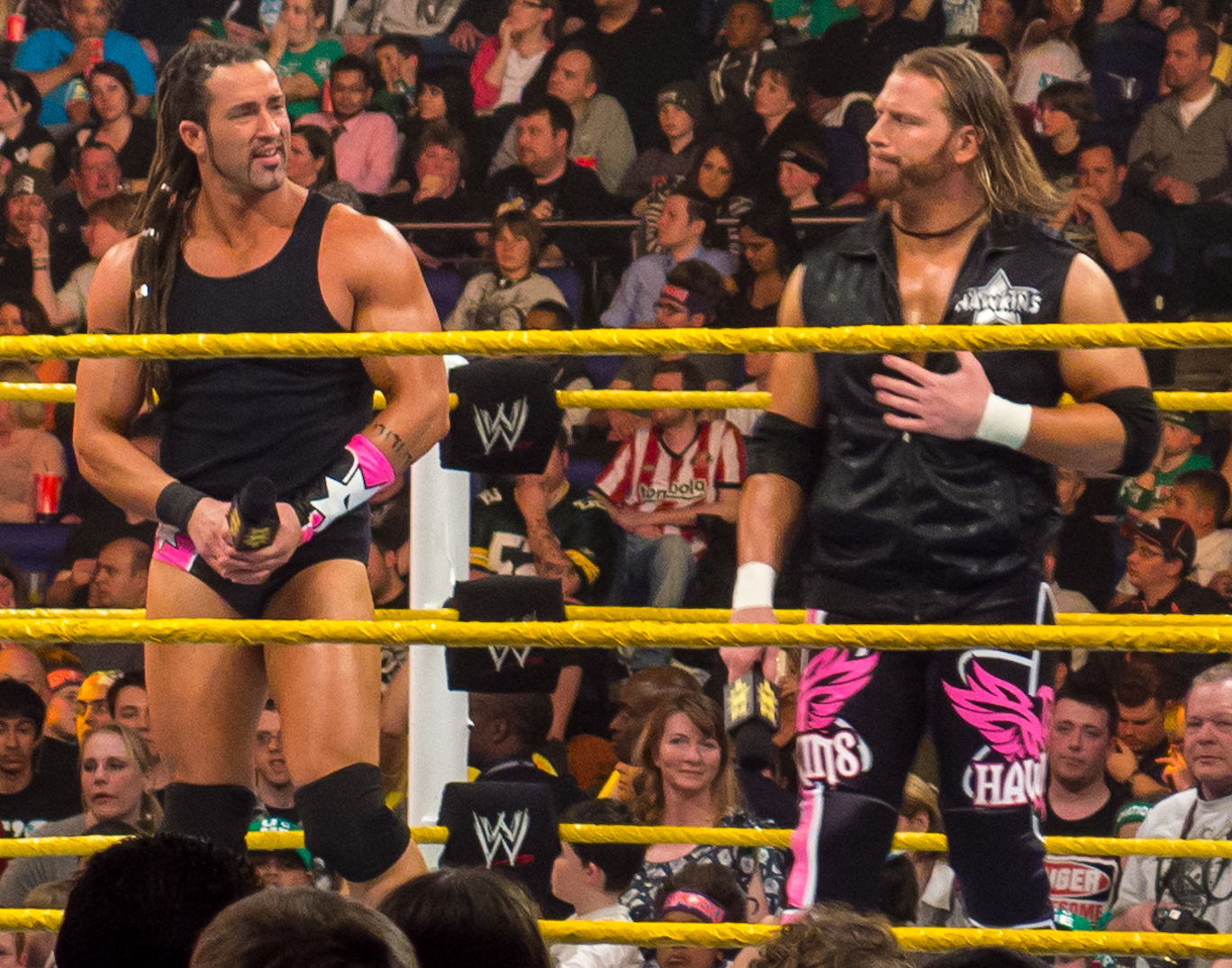
Myers als Curt Hawkins (rechts) mit Tyler Reks (links).

Ab Mai 2010 war Myers wieder bei SmackDown eingesetzt und bildete dort zunächst ein Tag Team mit Vance Archer. Gegen Ende des Jahres trat er als Einzelwrestler an und wurde vor allem bei WWE Superstars eingesetzt.
Am 26. April 2011 wurde Myers durch den WWE Draft 2011 ins Raw-Roster gewechselt. Dabei bildete er ein Tag Team mit Tyler Reks und trat mit ihm vor allem bei WWE NXT sowie Superstars auf. Im August 2012 wechselten beide zu SmackDown, wo er wieder als Einzelwrestler auftrat, da Reks bereits am 21. August 2012 verletzungsbedingt die WWE verließ. Am 12. Juni 2014 wurde Myers selbst von der WWE entlassen.

### Independent (2014–2016)
Zwischen 2014 und 2016 trat Myers unter seinem bürgerlichen Namen für verschiedene Independent-Ligen, darunter Jersey Championship Wrestling (JCW), Beyond Wrestling, Pro Wrestling Guerrilla, Pro Wrestling Syndicate und Global Force Wrestling (GFW), an.
2014 nahm er an dem Turnier Battle of Los Angeles teil. Dort verlor er in der ersten Runde gegen AJ Styles. Bei Pro Wrestling Syndicate bildete er wieder mit seinem ehemaligen WWE-Tag-Team-Partner Tyler Reks ein Tag Team, jetzt unter dem Namen The Heatseekers.
Am 24. Juli 2015 feierte er bei Global Force Wrestling (GFW) sein Debüt. Dort nahm er an einem Turnier teil, bei welchem der erste GFW Global Champion ermittelt werden sollte. Im Viertelfinale verlor er gegen Chris Mordetzky.

### Total Nonstop Action Wrestling/TNA (2015)
2015 war Myers Teil der Storyline zwischen TNA und GFW, als Jeff Jarrett versuchte mit einigen GFW-Wrestlern TNA zu übernehmen. Bei der Impact Wrestling-Ausgabe vom 2. September 2015 besiegten er und Trevor Lee die Wolves (Davey Richards und Eddie Edwards) und gewannen somit die TNA World Tag Team Championship. Bei der Impact Wrestling-Ausgabe vom 9. September 2015 verloren sie die Titel wieder an die Wolves.
Bei der Impact Wrestling-Ausgabe vom 16. September 2015, war er ein Teil von Team GFW, welches ein Lethal Lockdown Match gegen Team TNA bestritt. Team GFW verlor gegen Team TNA, womit die Storyline zu Ende ging. Bei Bound for Glory 2015 bestritten Myers und Trevor Lee noch ein Rückmatch gegen die Wolves um die TNA World Tag Team Championship. Sie verloren dieses Match, womit Myers seinen letzten Auftritt für TNA hatte.

### Rückkehr zur WWE (2016–2020)
Am 21. Juli 2016 wurde bekannt gegeben, dass Myers zur WWE zurückkehren wird. Er wurde dem SmackDown-Roster zugeteilt und wurde zunächst nicht in Matches, sondern vor allem in Video-Segmenten eingesetzt. Am 8. November 2016 konnte er schließlich ein Match gewinnen, bei welchem er gegen Apollo Crews angetreten war.
Am 10. April 2017 wechselte er beim Superstar Shake-Up zum Raw-Roster. Hier konnte er zunächst keines seiner Matches gewinnen, was im Folgenden zu seinem Gimmick wurde. Am Jahresende 2017 standen 0 Siege 152 Niederlagen gegenüber. Am 4. Juni 2018 musste er seine 200. Niederlage in Folge verbuchen, dies auch gegen einen lokalen Wrestler, nicht einmal gegen einen etablierten "WWE Superstar". Ende des Jahres nahm er an der zweiten Season der Mixed Match Challenge teil, wobei er den verletzten Braun Strowman in dessen Team mit Ember Moon ersetzte. Hier kassierte er seine 231. Niederlage in Serie.
Am 21. Januar 2019 versuchte Hawkins, ein direkt vom Chairman Vince McMahon gebilligtes Match zu bekommen, er wurde jedoch aufgrund seiner katastrophalen Negativ-Serie lediglich als Ringrichter für ein Tag Team-Titelmatch eingesetzt. In diesem Match verhinderte er mehrere Male, dass The Revival durch Einsatz unfairer Praktiken gegen Bobby Roode und Chad Gable gewinnen konnten. Nachdem Roode und Gable das Match schließlich selbst gewonnen hatten, wurde Hawkins von The Revival attackiert. Sein ehemaliger Tag Team-Partner Zack Ryder kam ihm zu Hilfe, woraufhin sie ihr Team wieder aufleben ließen. Ihr erstes gemeinsames Match nach fast zehn Jahren verloren sie jedoch am 28. Januar 2019 gegen The Revival.
Bei Wrestlemania 35 am 7. April 2019, konnte Hawkins schließlich mit seinem Tag-Team-Partner Zack Ryder die WWE Raw Tag Team Championship von The Revival gewinnen. Damit endete gleichzeitig seine lang andauernde Serie von insgesamt 269 Niederlagen in Folge. Diese Regentschaft hielt 64 Tage und verloren die Titel schlussendlich in einem Triple Threat Tag Team Match gegen The Revival Scott Dawson & Dash Wilder. An diesem Match waren zudem The Usos beteiligt. Aufgrund einer Entlassungswelle wurde er am 15. April 2020 von der WWE entlassen.

### Rückkehr zu Total Nonstop Action Wrestling/TNA (2020)
In der Impact Episode vom 21. Juli 2020 trat Meyers erstmals wieder auf, dort unter seinem bürgerlichen Namen. Am 18. August 2020 bestritt er dort sein erstes Match gegen Eddie Edwards.

## Erfolge
- Alpha-1 Wrestling

- 1× A1 Alpha Male Championship

- Deep South Wrestling

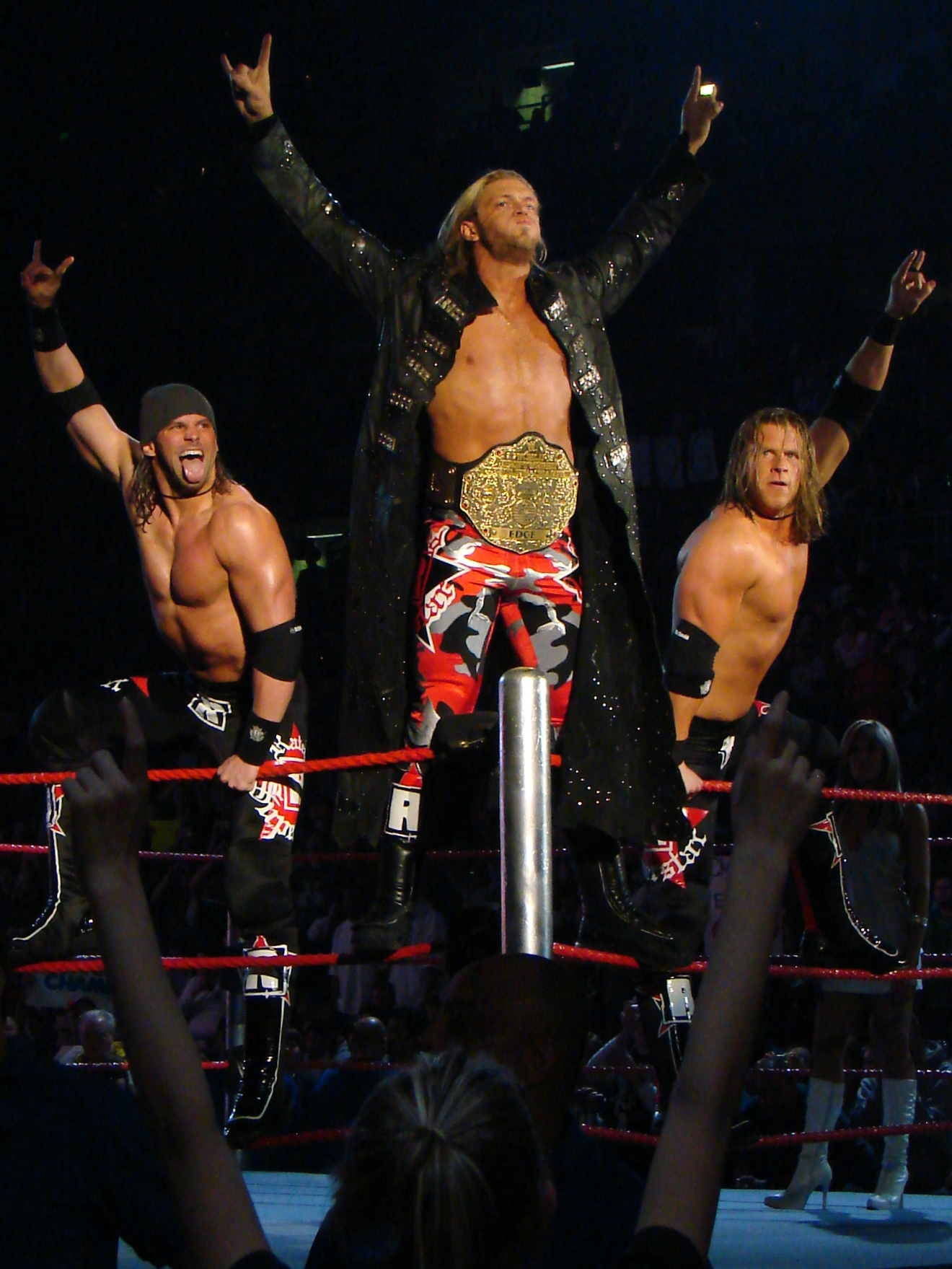
Myers (r.) mit Ryder und Edge 2008.

- 2× DSW Tag Team Champion mit Brett Majors

- Five Borough Wrestling

- 1× FBW Heavyweight Championship

- Florida Championship Wrestling

- 1× FCW Florida Tag Team Champion mit Caylen Croft und Trent Barreta

- New York Wrestling Connection

- 2× NYWC Tag Team Champion mit Bret Matthews

- Ohio Valley Wrestling

- 1× OVW Southern Tag Team Champion mit Brett Majors

- World Wrestling Entertainment

- 2× WWE Raw Tag Team Champion mit Zack Ryder

- Y2G Championship Wrestling

- 2× Y2G Light Heavyweight Champion

- Pro Wrestling Syndicate

- 2× PWS Television Championship

- Total Nonstop Action Wrestling

- 1× TNA World Tag Team Championship mit Trevor Lee